# GsTL
GsTL é uma biblioteca de programação escrita em C++ para fins de modelação em geoestatística. Foi lançada em 2001 aquando a tese de Nicolas Remy orientado por Jef Caers na Universidade de Stanford. Devido à antiquidade do pacote até esse momento mais proeminente no campo da geoestatística, GSLIB, teve rapida adesão especialmente com a sua inserção no software S-GeMS. Tem como propósito a flexibilidade e reutilização em novos softwares.

## Nota histórica
Após o esforço para criar a GSLIB mais nenhum projecto publicamente publicitado veio a suceder até à chegada da GsTL. Em 2001 Nicolas Remy, orientado e apoiado por Jef Caers, André Journel (que anteriormente participara no desenvolvimento da GSLIB) e Arben Schtuka (École nationale supérieure de géologie,França), publica a sua tese de mestrado com o título GsTL: THE GEOSTATISTICAL TEMPLATE LIBRARY IN C++ referindo à criação da GsTL, e começa a conceptualização do software S-GeMS.
Mais tarde este software começou a receber contributos de vários investigadores devido à possibilidade de implementação de novas funções e da flexibilidade da própria GsTL. Por esse motivo Nicolas Remy referiu-se à mesma e ao software como sendo ferramentas dinâmicas sempre em constante actualização.
Embora a GSLIB continue, possivelmente, a ser a biblioteca de geoestatística mais difundida é de prever que a GsTL atinja rapidamente o mesmo patamar.